# Phyllonorycter aberrans
Phyllonorycter aberrans är en fjärilsart som först beskrevs av Braun 1930.  Phyllonorycter aberrans ingår i släktet Phyllonorycter, och familjen styltmalar, Gracillariidae. Inga underarter finns listade i Catalogue of Life.